# Achsivland

Flagge von Achsivland

Achsivland (hebräisch מְדִינַת אַכְזִיב Mədīnat Achsīv, deutsch ‚Staat Achsiv‘, englisch Akhzivland) ist eine Mikronation in Israel. Diese wurde von Eli Avivi im Jahr 1971 ausgerufen und wird heute, obwohl international nicht anerkannt und sich in rechtlichen Grauzonen bewegend, von der israelischen Regierung als Touristenattraktion gefördert.

## Lage
Achsivland liegt an der israelischen Mittelmeerküste zwischen Nahariya und der Grenze zum Libanon. Die namensgebenden Ruinen von Achsiv, einer antiken Siedlung, liegen etwa 5 km nördlich von Nahariya. In der Nähe des gut einen Hektar kleinen Gebietes befinden sich ein Nationalpark, eine Landwirtschaftsschule und die Ruinen der palästinensischen Siedlung Az-Zeeb, welche im Palästinakrieg von 1948 eingenommen worden war.

## Geschichte
Die antike Hafenstadt Achsiv war, wie viele Fundstücke und Begräbnisstätten zeigen, offenbar schon zur Eisenzeit als wichtiger Handelsumschlagplatz frequentiert. Im biblischen Buch Josua wird Achsiv als eine der neun Städte des Königreichs Juda erwähnt. Zur Zeit der Kreuzzüge wurde die Stadt als Geschenk an einen Ritter überschrieben, später wurde sie von dem mamelukischen General Baibars I. zurückerobert. Aus dieser Zeit stammt auch die Siedlung Az-Zeeb, die von Baibars als Fischerdorf gegründet wurde, welche wiederum von ihren Bewohnern im Rahmen der Operation Ben-Ami während des Palästinakriegs 1948 verlassen wurde. Ein Teil dieser Küstenregion wurde im Jahr 1961 von der Regierung an die französische Firma Club Med für 50 Jahre verpachtet.

## Gründung

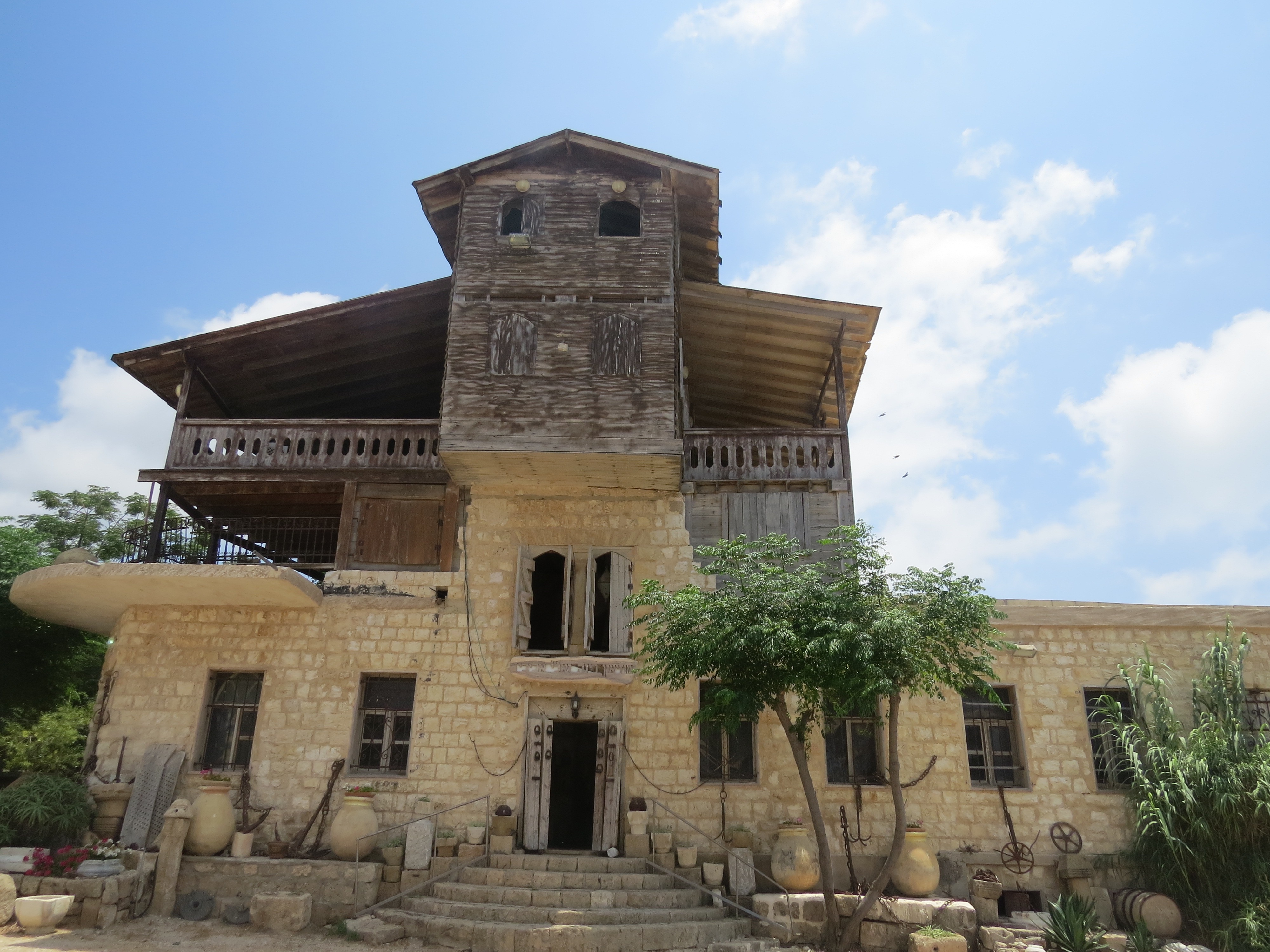
Das Museum von Achsivland (2015)

Eli Avivi, ein im Iran geborener Seemann und ehemaliger Angehöriger des Palmach, zog 1952 in ein Haus der Siedlung. Es wird berichtet, dass Avivi dort von Fischern angeheuert worden war und im Jahr 1955 in das Haus der Familie seiner Arbeitgeber umzog. Nachdem die israelische Regierung 1970 mittels Bulldozern das Wohnhaus von Avivi zerstörte, da dieser sein Haus ohne staatliche Genehmigung errichtet hatte, rief dieser aus Protest 1971 den Staat Achsivland aus und errichtete eine Herberge und ein Museum im ehemaligen Haus des früheren Dorfoberhauptes (Muhtar) von Az-Zeeb. Aus den Fotos von nackten Besuchern entstand im Laufe der Jahrzehnte mit über 2 Millionen Fotos eines der größten Aktfotoarchive Israels. Die Mikronation entwickelte sich zu einem beliebten Treffpunkt für Touristen, Künstler, Autoren und andere Personen der gegenkulturellen Szene.
Nach der Gründung wurde Avivi festgenommen, aber nach zehn Tagen wieder freigelassen, nachdem ein Gericht beschied, dass die Anklage lautend auf „Landesgründung ohne Genehmigung“ keine strafrechtliche Tat nach herrschendem Gesetz darstellte. Im Gegenzug verklagte Avivi nun den Staat Israel und das Urteil lautete, dass Israel das Gebiet an Avivi für 99 Jahre zu verpachten hätte. Der rechtliche Status von Achsivland wurde in diesem Zuge jedoch nicht geklärt.
Eli Avivi verstarb am 16. Mai 2018 im Alter von 88 Jahren. Avivi fungierte als Präsident der Mikronation und wurde „demokratisch von sich selbst gewählt“. Er wohnte dort mit Ehefrau Rina, die als Präsidentengattin und Außenministerin agiert. Achsivland besitzt eine eigene Flagge und Nationalhymne, des Weiteren wurden zeitweilig auch eigene Pässe ausgestellt, die für eine bestimmte Zeit sogar mit einem speziellen Stempel bei Einreise versehen wurden. Heute befinden sich auf dem Gebiet ein Gästehaus, ein Campingplatz am Strand sowie ein Kuriositätenmuseum. Achsivland ist in seiner Gesamtheit öffentlich zugänglich.